# Danh sách bánh mì kẹp
Dưới đây là danh sách món bánh mì kẹp. Bánh mì kẹp là một món ăn bao gồm một hoặc nhiều lát bánh mì với một hoặc nhiều nhân nằm ở giữa chúng, hoặc cũng có thể chỉ có một lát bánh đối với loại bánh mì kẹp trần. Bánh mì kẹp là một loại thức ăn trưa phổ biến thường được dùng như một phần của bữa trưa đóng hộp. Có rất nhiều loại bánh mì kẹp được làm từ nhiều loại nguyên liệu khác nhau. Nó được đặt tên theo John Montagu, Bá tước thứ tư của Sandwich, một chính khách người Anh.
Các loại bánh mì kẹp chính bao gồm:
- Hai lát bánh mì với các thành phần khác giữa
- Hai nửa bánh mì hoặc bánh cuộn với các nguyên liệu khác ở giữa
- Bánh mì kẹp Club
- Bánh mì kẹp tàu ngầm hoặc Hero, hoagie
- Bánh mì kẹp trần
- Bánh mì kẹp bỏ túi

Bánh quy kẹp và bánh mì kẹp kem nói chung không được coi là bánh mì kẹp theo nghĩa là một loại thực phẩm chứa bánh mì, thay vào đó chúng được đặt tên theo cách tương tự.

## Danh sách bánh mì kẹp
| Tên                                                   | Hình ảnh | Nguồn gốc                              | Mô tả |
| ----------------------------------------------------- | -------- | -------------------------------------- | --- |
| Bánh mì kẹp kiểu Mỹ                                   |          | Hoa Kỳ                                 | Theo truyền thống, món ăn sử dụng ức gà tây thái lát, giăm bông, bít tết quay, pho mát Mỹ hoặc pho mát Cheddar, rau diếp thái mỏng hoặc thái sợi, cà chua và ớt xanh dùng chung với cuộn bánh mì |
| Bánh mì kẹp thịt lợn muối xông khói                   |          | Vương quốc Anh                         | Thường dùng chung với nước sốt cà chua hoặc nước sốt nâu |
| Bánh mì kẹp thịt lợn muối xông khói, trứng và pho mát |          | Hoa Kỳ                                 | Một loại bánh mì kẹp bữa sáng, thường sử dụng trứng chiên hoặc trứng bác |
| Bánh mì tròn nướng                                    |          | Israel                                 | Phần vỏ là bánh mì tròn ép nướng cùng với rau và pho mát. Nó được nướng bằng máy nướng bánh mì kẹp hoặc máy ép bánh mì kẹp panini |
| Bánh mì kẹp đậu nướng                                 |          | Hoa Kỳ (Boston)                        | Bao gồm đậu nướng đóng hộp, bánh mì trắng hoặc bánh mì nâu, đôi khi dùng chung với bơ |
| Bánh mì kẹp xà lách baloney (bologna)                 |          | Hoa Kỳ (khu vực Đông Bắc Pennsylvania) | Hỗn hợp xúc xích bologna và dưa chuột muối được nghiền qua máy xay thịt, tiếp đó sốt mayonnaise hoặc Miracle Whip được thêm vào hỗn hợp. Hỗn hợp xà lách được để ngấm vị trong vài giờ và sau đó được phết dày lên lát bánh mì sandwich. Một số công thức còn yêu cầu cho thêm hành trắng băm hoặc trứng luộc vào hỗn hợp. Đôi khi xúc xích bologna được thay thế bằng giăm bông, trong trường hợp đó, nó trở thành bánh mì kẹp xà lách giăm bông |
| Bánh mì Việt Nam                                      |          | Việt Nam                               | Một món ăn đường phố phổ biến ở Việt Nam, sử dụng loại bánh mì nướng tương tự như bánh mì baguette làm phần vỏ. Nhân bánh thường là thịt nhưng cũng có thể chứa nhiều loại thực phẩm khác, bao gồm cá mòi, đậu phụ, pa tê, trứng, cà rốt muối chua, rau mùi và ớt |
| Bánh mì kẹp thịt nướng hun khói                       |          | Hoa Kỳ                                 | Bao gồm thịt băm nhỏ, thái mỏng hoặc thịt vụn (thường là thịt lợn hầm, thịt bò hoặc thịt gà) dùng chung với phần vỏ là burger (đôi khi được phủ thêm coleslaw) |
| Barros Jarpa                                          |          | Chile                                  | Thường sử dụng giăm bông và pho mát, chủ yếu là mantecoso, tương tự như pho mát đồng quê |
| Barros Luco                                           |          | Chile                                  | Thường sử dụng thịt bò (chủ yếu là bít tết cắt mỏng) và pho mát |
| Bauru                                                 |          | Brasil                                 | Bao gồm pho mát nóng chảy, bít tết quay, cà chua và dưa chuột ngâm trong bánh mì cuộn kiểu Pháp rỗng ruột |
| Beef on weck                                          |          | Hoa Kỳ (Buffalo, New York)             | Bao gồm bít tết quay dùng chung với bánh mì cuộn Kaiser |
| Beirute                                               |          | Brasil                                 | Bao gồm pho mát nóng chảy, cà chua tươi thái lát, kinh giới cay, xà lách, bít tết quay dùng chung với bánh mì pita phủ sốt mayonnaise |
| BLT                                                   |          | Hoa Kỳ                                 | Được đặt tên dựa theo thành phần của món ăn: thịt lợn muối xông khói (bacon), xà lách (lettuce) và cà chua (tomato). Phần vỏ thường là lát bánh mì nướng phủ sốt mayonnaise |
| Bocadillo                                             |          | Tây Ban Nha                            | Bao gồm bánh mì baguette với một số biến thể của nhân bánh, thường được ăn trong các quán cà phê và quán tapas bars |
| Bologna                                               |          | Hoa Kỳ và Canada                       | Thường sử dụng xúc xích bologna thái lát (đôi khi được chiên chín) kẹp giữa những lát bánh mì trắng, dùng chung với nhiều loại gia vị khác nhau như mù tạt, sốt mayonnaise, nước sốt cà chua |
| Bosna                                                 |          | Áo                                     | Thường được nướng trên bánh mì trắng, nhân bánh gồm có xúc xích, hành tây, hỗn hợp các loại gia vị khác nhau bao gồm nước sốt cà chua, mù tạt và bột cà ri |
| Bratwurst                                             |          | Đức                                    | Một món ăn đường phố phổ biến ở Đức, thường sử dụng bánh mì cuộn với mù tạt trong trường hợp đó là bánh mì sandwich. Một số nhà cung cấp phục vụ thêm món ăn kèm như dưa cải Đức hoặc khoai tây chiên |